# 1566 Icarus
För andra betydelser, se Ikaros (olika betydelser).
1566 Icarus eller 1949 MA är en asteroid upptäckt på en plåt tagen den 26 juni 1949 vid Palomarobservatoriet av den tysk-amerikanske astronomen Walter Baade. Icarus är endast omkring 1,4 km i diameter och banans inklination är 23 grader. Omloppstiden är 409 dygn, banans excentricitet är 0,83. I perihelium befinner sig asteroiden på ett avstånd av endast 31 miljoner km från solen, vilket är innanför Merkurius bana. 
Den har fått sitt namne efter Ikaros i den grekiska mytologin.
Icarus kan komma jorden så nära som 6,4 miljoner km, vilket hände 14 juni 1968. Då blev Icarus ljusstark nog för att kunna iakttas i ett medelstort teleskop, och radarekon kunde uppfångas.